# Mallorca (curtmetratge)
Mallorca és un curtmetratge sonor sobre l'illa, datat entorn al 1933, que va restar inèdit fins al maig del 2020 quan la Filmoteca Espanyola el va descobrir de manera força fortuïta. Dirigit per Maria Forteza, nom que resultava inèdit inicialment, es considera la primera obra de cinema sonor dirigida per una dona a l'Estat espanyol.

## El curt
Mallorca té una durada de set minuts i quaranta segons. En els crèdits inicials, a més de la direcció de Maria Forteza, es deixa constància de la direcció musical per part de Rafael Parellada, i també de Ramon Ubeda com a productor. Entre els uns i l'altre es destaca, en pla únic, «Registro sonoro UBEDA SISTEMA ESPAÑOL». Aquesta doble referència a Ramon Úbeda va ser clau en la investigació inicial sobre les circumstàncies de la pel·lícula.
Les imatges comencen amb els plans d'un vaixell que amb la quilla va solcant el mar, plans enllaçats amb foses encadenades que porten a plans de la costa, que és d'on es van endinsant en l'illa. Aquest primer fragment és l'únic parlat, amb una sonora veu en off, característica dels documentals espanyols de mitjans segle xx, que fa la introducció. Els paisatges mostrats inclouen el convent de Santa Clara de Palma, el claustre de Sant Francesc, la Llotja, es Born o Sa Foradada.

## Ramon Úbeda
De la directora, Maria Forteza, no en tenien cap pista a la Filmoteca quan van fer el descobriment, però sí tenien notícies de Ramon Úbeda Perelló, nascut a Barcelona el 1901, que va resultar ser-ne el marit. Havia estat el càmera ("Fotógrafo" posaven aleshores, i és l'únic crèdit que hi apareix) de la filmació muda "Arribada del general Italo Balbo i del marquès de Pinedo al Port de Pollença" del 1928. Són diverses les referències que hi ha de treballs seus en algunes produccions a les Balears durant la segona meitat dels anys vint. A més de l'esment al seu sistema sonor en els crèdits de Mallorca, o potser amb alguna vinculació, consta que el 1935 va registrar, a Barcelona, la marca Fono Palma per al seu establiment d'impressió de pel·lícules sonores i també dues patents, un dispositiu i una millora de procediment, per a la gravació de so en pel·lícules.
Abans, el 1927, havia enregistrat l'actuació de la cupletista Maria Mercè, filmació que ella va incorporar a les seves actuacions a partir d'aleshores. L'endemà que la Filmoteca anunciés la descoberta, la web Industrias del Cine va entrar en contacte amb familiars de la cineasta i es va saber que les dues eren la mateixa persona, Maria Mercè Forteza, que s'havien casat a Sant Gervasi, a Barcelona, els anys 30 i que havien tingut una filla. Posteriorment el matrimoni emigraria a Portugal als anys 40 i a principis dels anys 50 Úbeda es va traslladar en solitari a Amèrica del Sud, on va viure a diversos països del continent.

## Isaac Albéniz
El documental està dedicat al compositor Isaac Albéniz, de qui apareix la imatge després dels crèdits, seguida d'una dedicatòria. Durant tot el film sona una sola peça del compositor: la barcarola Mallorca, Opus 202 (1890), original per a piano. L'arranjament orquestral fou escrit per Rafel Parellada, a qui també s'esmenta en els títols de crèdit. Probablement Parellada seria col·laborador habitual en altres produccions del tàndem Forteza-Úbeda.
La dedicatòria, un petit manifest que s'inicia en el segon 23 i utilitza una refistolada lletra gòtica, diu, en castellà:
| « | Ofrena: Seduïts per l'excelsitud del teu Art, recorrem, emocionats, el camí que la teva inquietud ens traçà, àvids de la teva immortalitat. És per això que, com un homenatge fervorós i senzill, oferim al teu imperible record aquests petits treballs cinematogràfics inspirats en l'estètica de la teva música. | » |

La vinculació d'Isaac Albéniz no ve únicament de l'ús de la peça homònima. El llibre Isaac Albéniz a Mallorca de Joan Parets i Antoni Mir (Ed. Consell de Mallorca, 2004) documenta que el compositor va mantenir estrets lligams amb l'illa que anaven més enllà de l'àmbit professional. S'han documentat tres viatges oficials per fer-hi concerts, però possiblement Albéniz hi fes moltes altres visites de caràcter privat. Cal afegir que una filla seva (Enriqueta Albéniz) es va casar amb un mallorquí, Vicenç Alzamora. A més, la barcarola hauria estat composta durant un dels viatges d'Albéniz a l'illa.
Vist tot això es podria deduir que la dedicatòria i la utilització de la música d'Albéniz com a fil conductor de la pel·lícula podrien ser conseqüència dels lligams del compositor amb Mallorca, un fet més estret del que realment es coneix.

## La troballa i la datació
L'any 1982 la Filmoteca va rebre una donació, procedent de la buidada d'un magatzem, que consistia en unes pel·lícules de nitrat. En una de les fitxes constava "Producción: Balear Films, 1926. Descripción física: 8 minutos. Blanco y Negro con coloreados por filtros, Mudo 1:1,33; 35 mm. Equipo técnico: Dirección: Francisco Aguiló Torrandell" i també anotacions que es tractava d'un documental amb exteriors de l'illa. En un procés de digitalització dut a terme per la Filmoteca el 2020, en visionar aquella obra es va veure que no es corresponia amb les dades tècniques, de datació o d'autoria de la fitxa. Uns mesos abans, en la preparació per a l'escanejat que es faria a primers de març del 2020, ja s'havia detectat que es tractava d'una pel·lícula sonora. Un possible motiu en el creuament de dades estaria en el fet que Balear Films va produir, l'any 1926, El secreto de la Pedriza, un dels títols emblemàtics de la cinematografia balear del període mut, i Ramon Úbeda n'hauria estat l'operador.
La Filmoteca, a l'hora de situar la pel·lícula en l'interregne 1932-1934, es va basar en dos arguments. Per un costat, considerar que el desenvolupament d'equips sonors sobre banda no es produeix a Espanya fins a la temporada 1932/1933 i, per l'altre, el fet que l'any 1935 Ramón Úbeda ja està instal·lat a Barcelona i ha registrat la marca Fono Palma, la qual cosa els fa pensar que, si la pel·lícula fos d'aquell any o posterior, seria normal que aparegués en el curt. De fet, les seves conclusions estan encapçalades per un posiblemente i la marca, tal com la mateixa investigació de la Filmoteca deixa dit, era per a un establiment i es tractaria dels  Estudios Fono Palma que van tenir al Passeig de Sant Gervasi de Barcelona i que van figurar a les pàgines grogues de 1935 i 1936. Una característica de la investigació de la Filmoteca és que tot el procés de descoberta i documentació inicial es va fer en el període de confinament domiciliari per causa de la pandèmia per coronavirus de 2019-2020, sense poder accedir físicament als arxius necessaris.
De totes maneres, la investigadora de cine balear Magdalena Rubí, que d'entrada s'havia mostrat cautelosa en donar per bona la datació, va detectar que, en l'escena a es Born, a cada base de les lleones que hi ha al passeig s'observa un cartell que no es llegeix bé però que, contrastat amb fotografies de l'època, podrien contenir la proclama "Arriba España". Si això estès associat al Movimiento Nacional, difícilment podria tractar-se d'imatges preses abans del 1936. El net d'Úbeda i Forteza va mantenir que l'Alzamiento es va produir quan els seus avis eren a Barcelona i el seu avi mai va tornar a Mallorca. Si es confirmés la hipòtesi de Magdalena Rubí, la cineasta Rosario Pi seguiria sent la primera dona a dirigir una pel·lícula sonora a Espanya, en concret El gato montés de 1935, i no Maria Forteza.